# 救急車緊急退出路
救急車緊急退出路（きゅうきゅうしゃきんきゅうたいしゅつろ）は、高速道路と医療施設またはその近接を結ぶ救急車専用の道路であり、患者の搬送時間を短縮することを目的に設置されている。
ゲートの施錠などにより一般の自動車は使用できない。一般道ではその付近を通行する際は突然の救急車の交差点進入に注意が必要である。

## 設置されている箇所

### 北海道地区
- E5A 札樽自動車道
手稲IC - 銭函IC間。金山PAに併設。緊急進入路を兼ねているため「緊急開口部」と称している。北海道立子ども総合医療・療育センターに接続。

### 東北地区

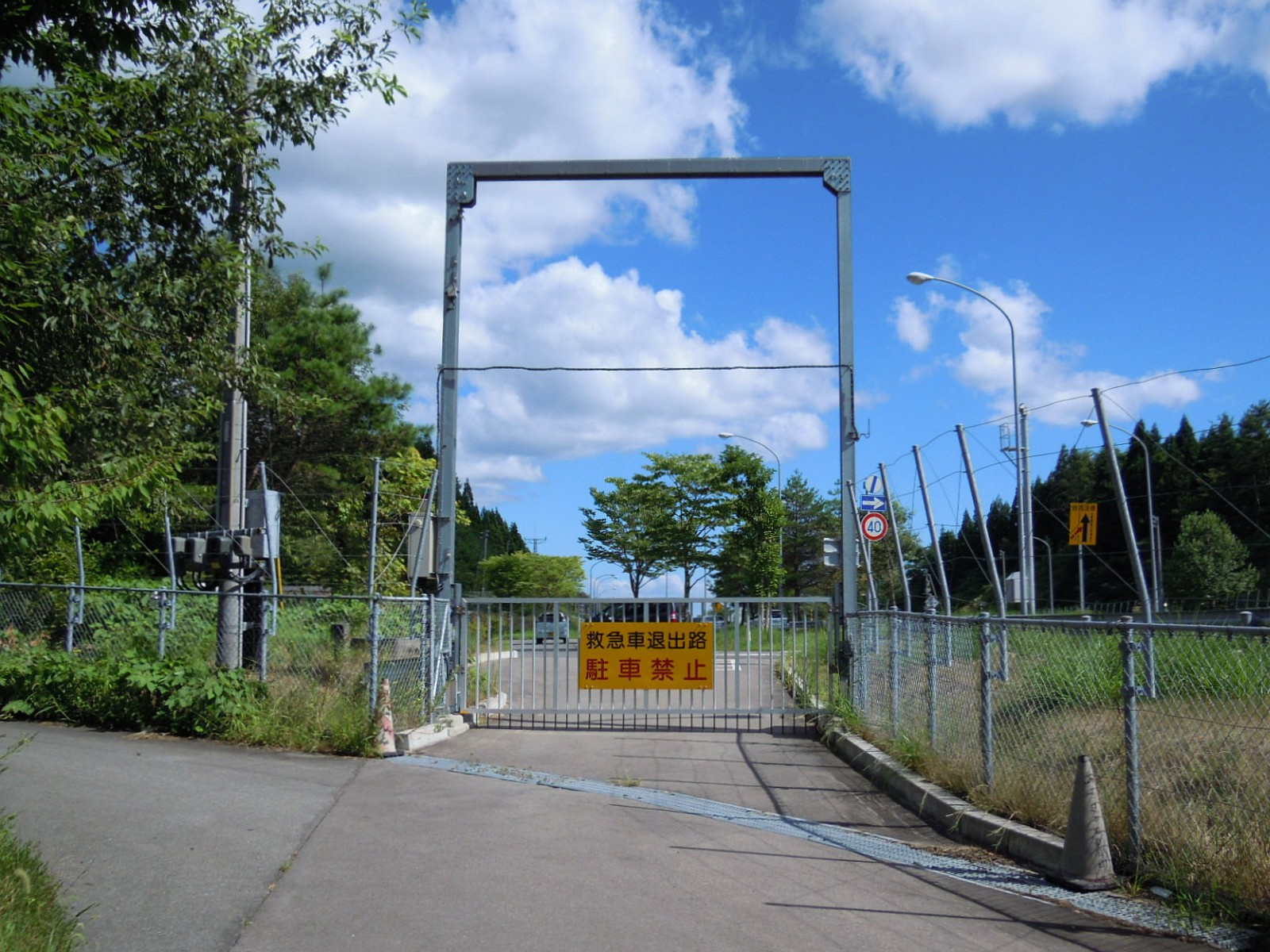
秋田自動車道太平山PA（上り線）の救急車緊急退出路

- E4A 青森自動車道
青森中央IC - 青森東IC間。青森県立中央病院に接続。
- E45 三陸沿岸道路
大船渡碁石海岸IC - 大船渡IC間 (三陸縦貫自動車道) 。岩手県立大船渡病院に接続。
久慈IC - 久慈北IC間 (八戸久慈自動車道) 。上り線に設置。岩手県立久慈病院に接続。
- E46 釜石自動車道
  - 釜石仙人峠IC - 釜石JCT間。岩手県立釜石病院に接続。
- E13 東北中央自動車道
湯沢IC - 三関IC間。下り線に設置。雄勝中央病院に接続。
- E7 秋田自動車道
秋田中央IC - 秋田北IC間。太平山PA上り線に併設。秋田大学医学部附属病院に接続。
- E48 山形自動車道
山形北IC - 山形JCT間。山形県立中央病院に接続。
- E4 東北自動車道
古川IC - 三本木PA間。大崎市民病院に接続。

### 関東地区
- E1 東名高速道路
伊勢原JCT - 秦野中井IC間。伊勢原BSに併設。東海大学医学部付属病院に接続。
- E50 北関東自動車道
太田桐生IC - 足利IC間。足利赤十字病院に接続。

### 中部地区
- E7 日本海東北自動車道
加治川紫雲寺BS - 中条IC間。新潟県立新発田病院に接続。
- E49 磐越自動車道
三川IC - 安田IC間。阿賀野川SA下り線に併設。緊急進入路を兼ねているため「緊急車輌出入口」と称している。
- E19 中央自動車道
岡谷JCT - 伊北IC間。緊急進入路を兼ねているため「緊急車両用出入口」と称している。
- E87 知多横断道路
半田中央JCT/IC - 常滑IC間。知多半島総合医療センターに接続[1]。

### 近畿地区
- E2 山陽自動車道
三木東IC - 三木小野IC間。三木SA上下線に併設。「緊急車輌出入口」と称している。
- E2A 中国自動車道
宝塚IC - 西宮山口JCT間。西宮名塩SA上下線に併設。「緊急車輌出入口」と称している。
- E2A 中国自動車道
加西IC - 福崎IC間。加西SA上下線に併設。「緊急車輌出入口」と称している。
- E42 紀勢自動車道
南紀田辺IC - 上富田IC間。上り線に設置。紀南病院に接続し、救急車緊急退出路専用の為、「緊急車両用出入口」と称している。

### 中国地区
- E2 山陽自動車道
福山東IC内。福山市民病院に接続。

## かつて設置されていた箇所

### 東北地区
- E45 三陸沿岸道路
石巻河南IC - 河北IC間 (三陸縦貫自動車道) 。石巻女川ICの供用に伴い運用停止。上り線は石巻赤十字病院に接続し、下り線の退出路は病院から500 mほど南にあった。

### 九州地区
- E34 長崎自動車道
大村IC - 諫早IC間にあったが、木場パーキングエリアに併設する形で木場スマートインターが作られたため、閉鎖。以前は、上り木場バスストップに併設されており、国立病院機構長崎医療センターに接続していた。